# Ryan McGuire
Ryan Byron McGuire (né le 23 novembre 1971 à Bellflower, Californie, États-Unis) est un joueur de premier but et voltigeur de baseball ayant évolué dans les Ligues majeures de 1997 à 2002.

## Carrière
Athlète évoluant à l'Université de Californie à Los Angeles (UCLA), Ryan McGuire est un choix de troisième ronde des Red Sox de Boston en 1993. McGuire évolue toujours en ligues mineures le 10 janvier 1996 lorsque les Red Sox l'échangent, avec les lanceurs Rhéal Cormier et Shayne Bennett, aux Expos de Montréal en retour du joueur d'arrêt-court étoile Wilfredo Cordero et du lanceur Bryan Eversgerd.
McGuire fait ses débuts dans le baseball majeur avec Montréal le 5 juin 1997. Il réussit le jour même son premier coup sûr dans les grandes ligues, contre Denny Neagle des Braves d'Atlanta. Quelques jours plus tard, le 8 juin, McGuire claque son premier coup de circuit, aux dépens du lanceur Steve Trachsel des Cubs de Chicago. Il maintient une moyenne au bâton de ,256 en 84 matchs à sa première saison avec son sommet en carrière de 51 coups sûrs, dont 15 doubles.
Tout comme à sa saison recrue, McGuire partage en 1998 les responsabilités entre le champ extérieur et le poste de premier but. Il connaît cependant une très mauvaise saison en offensive alors que sa moyenne au bâton chute sous la ligne de Mendoza et ne s'élève qu'à ,186. Il ne réussit que 39 coups sûrs en 210 présences au bâton en 130 parties jouées.
En 1999, sa dernière saison à Montréal, il totalise 18 points produits, son sommet en carrière, en 88 matchs. 
McGuire porte les couleurs des Mets de New York pour un seul match en 2000. Il rejoint les Marlins de la Floride en 2001 et termine sa carrière en 2002 avec les Orioles de Baltimore. En 368 parties dans le baseball majeur, il a frappé 133 coups sûrs dont sept circuits. Il compte 64 points marqués et 55 points produits. Sa moyenne au bâton à vie est de ,211.